# Synagoge (Niederzerf)
Die Synagoge in Niederzerf wurde 1930 eingeweiht. Das Gebäude (Ecke Bahnhofstraße / Trierer Straße) war von der jüdischen Gemeinde Ende der 1920er Jahre gekauft und zur Synagoge umgebaut worden. Die Synagoge wurde noch vor den Novemberpogromen 1938 verkauft und ab diesem Zeitpunkt für Wehrmachtsangehörige genutzt. Anfang 1945 wurde das Gebäude durch Kriegseinwirkung zerstört und abgerissen.

## Synagoge
Ab 1900 existierte ein Betraum in der Trierer Straße 19. Ende der 1920er Jahre erwarb die jüdische Gemeinde ein Gebäude Ecke Bahnhofstraße / Trierer Straße, das etwas versetzt hinter dem Gebäude Bahnhofstraße 2 lag und richtete in diesem eine Synagoge ein. Noch vor den Novemberpogromen 1938 wurde die Synagoge verkauft. In der Folgezeit wurde das Gebäude als Varietétheater für Wehrmachtsangehörige genutzt. Anfang 1945 wurde das Gebäude durch Kriegseinwirkung zerstört und abgerissen.

## Jüdische Gemeinde Niederzerf
Zur jüdischen Gemeinde Niederzerf gehörten auch die jüdischen Einwohner von Greimerath, Schillingen,  Pellingen und Losheim am See. Neben der Synagoge verfügte die Gemeinde auch über eine Religionsschule. Die Verstorbenen wurden auf dem 1905 angelegten jüdischen Friedhof in Niederzerf bestattet.

### Entwicklung der jüdischen Einwohnerzahl
| Jahr | Juden | Jüdische Familien |
| ---- | ----- | ----------------- |
| 1895 | 10    |                   |
| 1924 | 16    |                   |
| 1925 | 23    |                   |

Quelle: alemannia-judaica.de
Laut dem Gedenkbuch – Opfer der Verfolgung der Juden unter der nationalsozialistischen Gewaltherrschaft 1933–1945 und der Zentralen Datenbank der Namen der Holocaustopfer von Yad Vashem wurden 23 Mitglieder der jüdischen Gemeinschaft Niederzerf (die dort geboren wurden oder zeitweise lebten) während der Zeit des Nationalsozialismus ermordet.